# Stylaster asper
Stylaster asper is een hydroïdpoliep uit de familie Stylasteridae. De poliep komt uit het geslacht Stylaster. Stylaster asper werd in 1871 voor het eerst wetenschappelijk beschreven door Kent. 